# Amegilla caldwelli
Amegilla caldwelli es una especie de abeja excavadora perteneciente al género Amegilla, categorizada en la tribu Anthophorini, de la subfamilia Apinae.
Fue descrita científicamente por el naturalista inglés Theodore Dru Alison Cockerell en 1911. Aparece registrada y publicada en una sección de World Bee Checklist Project de 2008.

## Distribución
Se distribuye por Asia.